# Emirat von Sizilien
Das Emirat von Sizilien (arabisch إمارة صقلية, DMG Imārat Ṣiqilliyya) war ein islamisches Emirat, das die Insel Sizilien von 831 bis 1091 beherrschte. Seine Hauptstadt war Palermo (arabisch بلرم Balarm), das in dieser Zeit zu einem wichtigen kulturellen und politischen Zentrum der muslimischen Welt wurde.
Sizilien war Teil des Byzantinischen Reiches, als die muslimischen Mauren aus Nordafrika 652 mit ihren Raubzügen begannen. Durch eine lange Reihe von Konflikten von 827 bis 902 eroberten sie nach und nach ganz Sizilien, nur die Festung Rometta im äußersten Nordosten hielt bis 965 stand.
Unter muslimischer Herrschaft wurde die Insel wohlhabend und kosmopolitisch. Handel und Landwirtschaft florierten, und Palermo wurde zu einer der größten und wohlhabendsten Städte Europas. Sizilien wurde multikonfessionell und mehrsprachig und entwickelte eine ausgeprägte arabisch-byzantinische Kultur, die Elemente seiner islamisch-arabischen und berberischen Migranten und der lokalen griechisch-orthodoxen, lateinisch-katholischen und jüdischen Gemeinschaften vereinte. Ab dem frühen 11. Jahrhundert begann das Emirat an internen Streitigkeiten und dynastischen Auseinandersetzungen zu zerbrechen. Die christlich-normannischen Söldner unter Roger I. eroberten schließlich die Insel und gründeten 1071 die Grafschaft Sizilien. Die letzte muslimische Stadt auf der Insel, Noto, fiel 1091, was das Ende der unabhängigen islamischen Herrschaft in Sizilien bedeutete.
Als erster Graf von Sizilien bewahrte Roger die Toleranz und den Multikulturalismus der Insel; die sizilianischen Muslime blieben Bürger der Grafschaft und des späteren Königreichs Sizilien. Bis ins späte 12. Jahrhundert, und wahrscheinlich bis in die 1220er Jahre, bildeten Muslime die Mehrheit der Inselbevölkerung, außer in der nordöstlichen Region Val Demone, die auch während der islamischen Herrschaft überwiegend byzantinisch-griechisch und christlich geblieben war. Aber bis zur Mitte des 13. Jahrhunderts wurden Muslime, die noch nicht zum Christentum übergetreten waren, vertrieben, was die etwa vierhundertjährige islamische Präsenz in Sizilien beendete.
Mehr als zwei Jahrhunderte islamischer Herrschaft durch das Emirat haben im modernen Sizilien einige Spuren hinterlassen. Geringerer arabischer Einfluss ist in der sizilianischen Sprache und in lokalen Ortsnamen erhalten geblieben; ein viel größerer Einfluss besteht in der maltesischen Sprache, die sich aus dem sizilianischen Arabischen ableitet. Andere kulturelle Überbleibsel finden sich in den landwirtschaftlichen Methoden und Kulturen der Insel, in der lokalen Küche und in der Architektur.

## Hintergrund
Aufgrund seiner strategischen Lage im Zentrum des Mittelmeers hatte Sizilien eine lange Geschichte, in der es von verschiedenen Zivilisationen besiedelt und umkämpft wurde. Griechische und phönizische Kolonien waren zumindest im 9. Jahrhundert v. Chr. präsent, und es kam über Jahrhunderte hinweg immer wieder zu Scharmützeln. Im 6. bis 3. Jahrhundert v. Chr. setzten sich die Konflikte zwischen den Karthagern und den sizilianischen Griechen, vor allem dem mächtigen Stadtstaat Syrakus, in größerem Umfang fort. In den Punischen Kriegen zwischen Rom und Karthago diente Sizilien beiden Seiten als wichtige Machtbasis und Kriegsschauplatz, bevor die Insel schließlich in die Römische Republik und das Römische Reich eingegliedert wurde. Im 5. Jahrhundert n. Chr. wurde Sizilien nach fast 700 Jahren römischer Herrschaft romanisiert und christianisiert. Doch inmitten des Zerfalls des Weströmischen Reiches fiel es nach der Eroberung des größten Teils Italiens durch Theoderich den Großen im Jahr 488 an die germanischen Ostgoten.

## Erste muslimische Versuche zur Eroberung Siziliens
Im Jahr 535 eroberte Kaiser Justinian I. Sizilien für das Oströmische (Byzantinische) Reich zurück, das bis dahin von Konstantinopel aus regiert wurde. Als die Macht des heutigen Byzantinischen Reiches im Westen schwand, entstand im Nahen Osten eine neue und expansionistische Macht: das Raschidun-Kalifat, der erste große muslimische Staat, der nach dem Tod des islamischen Propheten Mohammed im Jahr 632 entstand. Über einen Zeitraum von 25 Jahren gelang es dem Kalifat, einen Großteil des persischen Sassanidenreich und der ehemaligen römischen Gebiete in der Levante und Nordafrika zu annektieren. Im Jahr 652 eroberte eine Invasion unter Kalif ʿUthmān ibn ʿAffān den größten Teil der Insel, doch die Besetzung durch die Muslime war nur von kurzer Dauer, da sie nach seinem Tod wieder abzogen.
Am Ende des siebten Jahrhunderts hatten die Muslime mit der Eroberung Nordafrikas durch die Umayyaden die nahe gelegene Hafenstadt Karthago erobert, was ihnen den Bau von Werften und einer permanenten Basis ermöglichte, von der aus sie nachhaltigere Angriffe starten konnten.
Um 700 wurde die Insel Pantelleria von den Muslimen erobert, und nur die Zwietracht unter den Muslimen verhinderte damals eine versuchte Invasion Siziliens. Stattdessen wurden Handelsabkommen mit den Byzantinern abgeschlossen, und muslimischen Händlern wurde der Warenhandel in sizilianischen Häfen gestattet.
Der erste echte Eroberungsversuch wurde 740 unternommen; in jenem Jahr gelang es dem muslimischen Prinzen ʿAbd al-Raḥmān ibn Ḥabīb al-Fihrī, der an dem Angriff von 728 teilgenommen hatte, Syrakus einzunehmen. Bereit, die ganze Insel zu erobern, wurden sie jedoch durch einen Aufstand der Berber gezwungen, nach Nordafrika zurückzukehren. Ein zweiter Angriff im Jahr 752 zielte nur auf die Plünderung derselben Stadt ab.

## Aufstand von Euphemios und allmähliche muslimische Eroberung der Insel

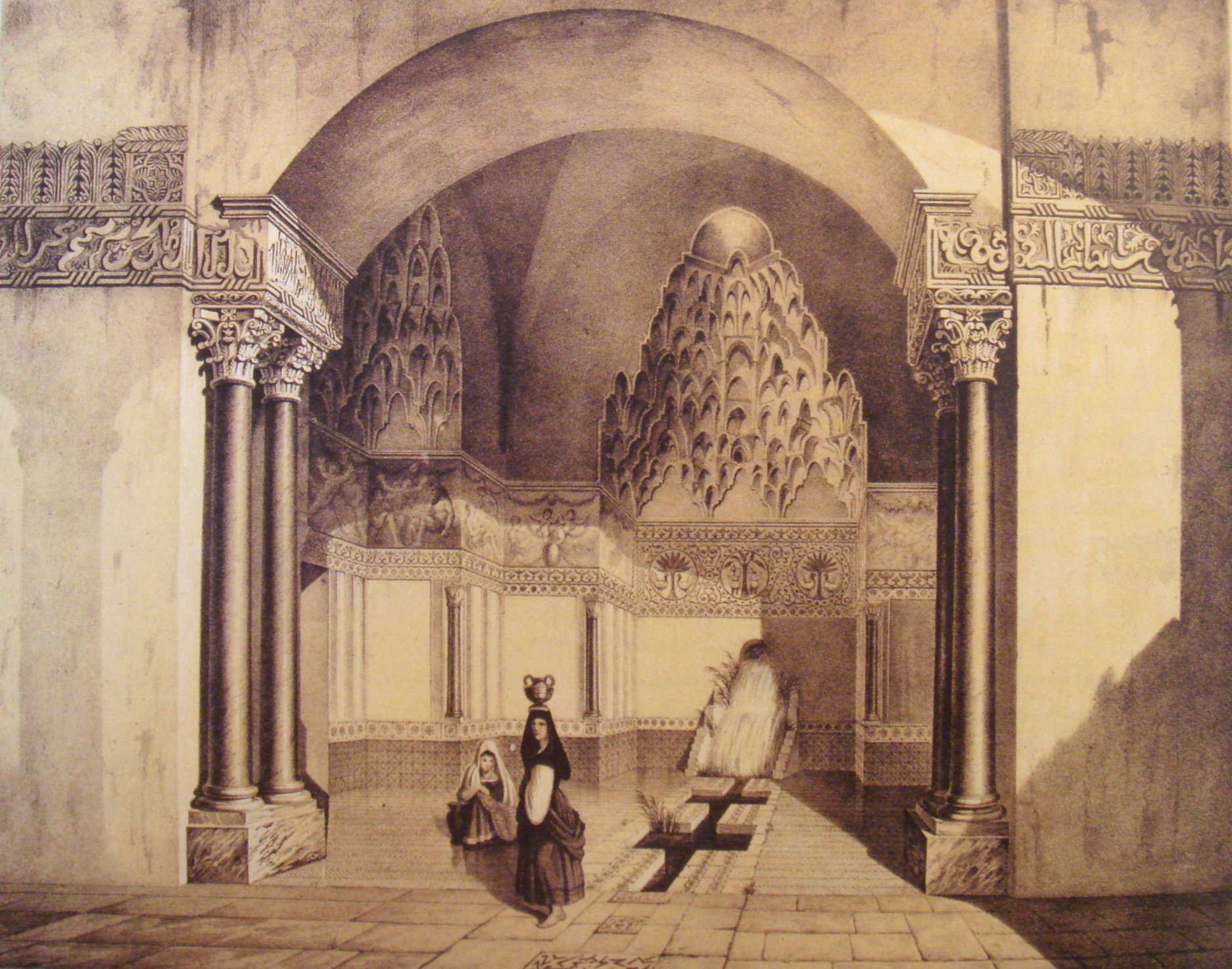
Normannisch-arabisch-byzantinische Kunst und Architektur kombinierten abendländische Merkmale (wie die klassischen Säulen und Friese) mit typisch arabischen Dekorationen und Kalligraphien.

Im Jahr 826 zwang Euphemios, der Kommandant der byzantinischen Flotte von Sizilien, eine Nonne ihn zu heiraten. Kaiser Michael II. bekam Wind von der Sache und befahl seinem General, die Ehe zu beenden und Euphemios die Nase abzuschneiden. Euphemios erhob sich, tötete den General und besetzte dann Syrakus. Er wurde allerdings von Byzanz besiegt und musste nach Nordafrika fliehen. Er bot die Herrschaft über Sizilien Ziyādat Allāh I., dem Aghlabiden-Emir von Ifrīqiya (heutiges Tunesien), als Gegenleistung für einen Platz als General und Sicherheit an; der Emir willigte ein und bot an, Euphemios die Insel gegen einen jährlichen Tribut zu überlassen. Die Eroberung wurde dem 70-jährigen Asad ibn al-Furāt anvertraut, der eine Truppe von 10.000 Mann Infanterie, 700 Kavallerie und 100 Schiffen anführte. Verstärkt durch die Muslime landeten die Schiffe von Euphemios bei Mazara del Vallo, wo am 15. Juli 827 die erste Schlacht gegen die loyalistischen byzantinischen Truppen stattfand, die zu einem Sieg der Aghlabiden führte.
In der Folge eroberte Asad die Südküste der Insel und belagerte Syrakus. Nach jahrelanger Belagerung und einem Meutereiversuch gelang es seinen Truppen, eine große Armee zu besiegen, die von Palermo entsandt worden war und von einer venezianischen Flotte unter Führung des Dogen Giustiniano Particiaco unterstützt wurde. Ein plötzlicher Ausbruch der Pest tötete viele der muslimischen Truppen sowie Asad selbst und zwang die Muslime zum Rückzug auf die Burg Mineo. Später erneuerten sie ihre Offensive, konnten aber Castrogiovanni (das heutige Enna) nicht erobern, wo Euphemios getötet wurde, was sie zwang, sich in ihre Festung Mazara zurückzuziehen.
Im Jahr 830 erhielten die verbliebenen Muslime Siziliens eine starke Verstärkung durch 30.000 Truppen aus Ifrīqiya und Al-Andalus. Zwischen Juli und August desselben Jahres besiegten die iberischen Muslime den byzantinischen Feldherrn Teodotus, doch erneut zwang sie eine Seuche zur Rückkehr nach Mazara und später nach Ifrīqiya. Den Einheiten aus Ifrīqiya, die zur Belagerung der sizilianischen Hauptstadt Palermo entsandt worden waren, gelang es jedoch, diese nach einer einjährigen Belagerung im September 831 einzunehmen. Palermo wurde zur muslimischen Hauptstadt Siziliens gemacht und in Al-Madināh (Die Stadt) umbenannt.

Die Eroberung Siziliens

Die Eroberung war eine schrittweise Angelegenheit; mit beträchtlichem Widerstand und vielen internen Kämpfen dauerte es über ein Jahrhundert, bis das byzantinische Sizilien vollständig erobert war. Syrakus hielt bis 878 stand, gefolgt von Taormina im Jahr 902 und schließlich Rometta, dem letzten byzantinischen Außenposten, im Jahr 965.

## Zeit als Emirat
In der Folge wurde Sizilien von der sunnitischen Aghlabiden-Dynastie von Tunesien und den schiitischen Fatimiden von Ägypten regiert. Während dieser Zeit bildeten sunnitische Muslime jedoch die Mehrheit der muslimischen Gemeinschaft in Sizilien, wobei die meisten (wenn nicht sogar alle) Einwohner Palermos Sunniten waren, was zu ihrer Feindseligkeit gegenüber den schiitischen Kalbiten führte. Die sunnitische Bevölkerung der Insel wurde nach religiös begründeten Aufständen in Nordafrika von 943 bis 947 gegen die harte Religionspolitik der Fatimiden wieder aufgefüllt, was zu mehreren Flüchtlingswellen nach Sizilien führte, um der Vergeltung der Fatimiden zu entgehen. Die Byzantiner nutzten die vorübergehende Zwietracht aus, um das östliche Ende der Insel für mehrere Jahre zu besetzen.
Nach der Niederschlagung einer Revolte ernannte der fatimidische Kalif Ismail al-Mansur 948 Hassan al-Kalbi zum Emir von Sizilien. Ihm gelang es, die sich ständig auflehnenden Byzantiner erfolgreich zu kontrollieren und die Kalbiten-Dynastie zu gründen. Sie begann außerdem Feldzüge auf der Italienischen Halbinsel durchzuführen. Die Raubzüge nach Süditalien dauerten unter den Kalbiden bis ins 11. Jahrhundert, und 982 wurde eine deutsche Armee unter Otto II., Kaiser des Heiligen Römischen Reiches, bei Crotone in Kalabrien besiegt. Mit Emir Yusuf al-Kalbi (986–998) begann eine Periode des stetigen Niedergangs. Unter al-Akhal (1017–1037) verschärfte sich der dynastische Konflikt, wobei sich Fraktionen innerhalb der Herrscherfamilie auf verschiedene Weise mit dem Byzantinischen Reich und den Ziriden verbündeten. Nach dieser Zeit versuchte al-Muʿizz ibn Bādīs az-Zīrī, die Insel für die Ziriden von Ifrīqiya zu annektieren, während er sich in die Angelegenheiten der sich befehdenden Muslime einmischte. Der Versuch der Annexion scheiterte jedoch schließlich.

## Sizilien unter muslimischer Herrschaft

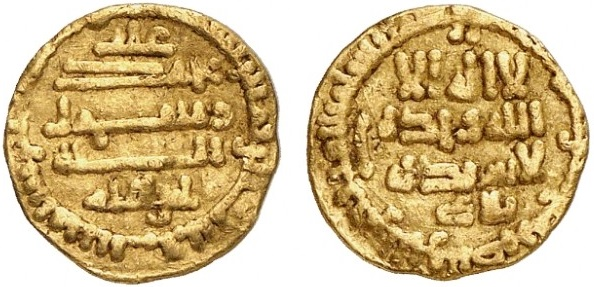
Arabische Münze von 879

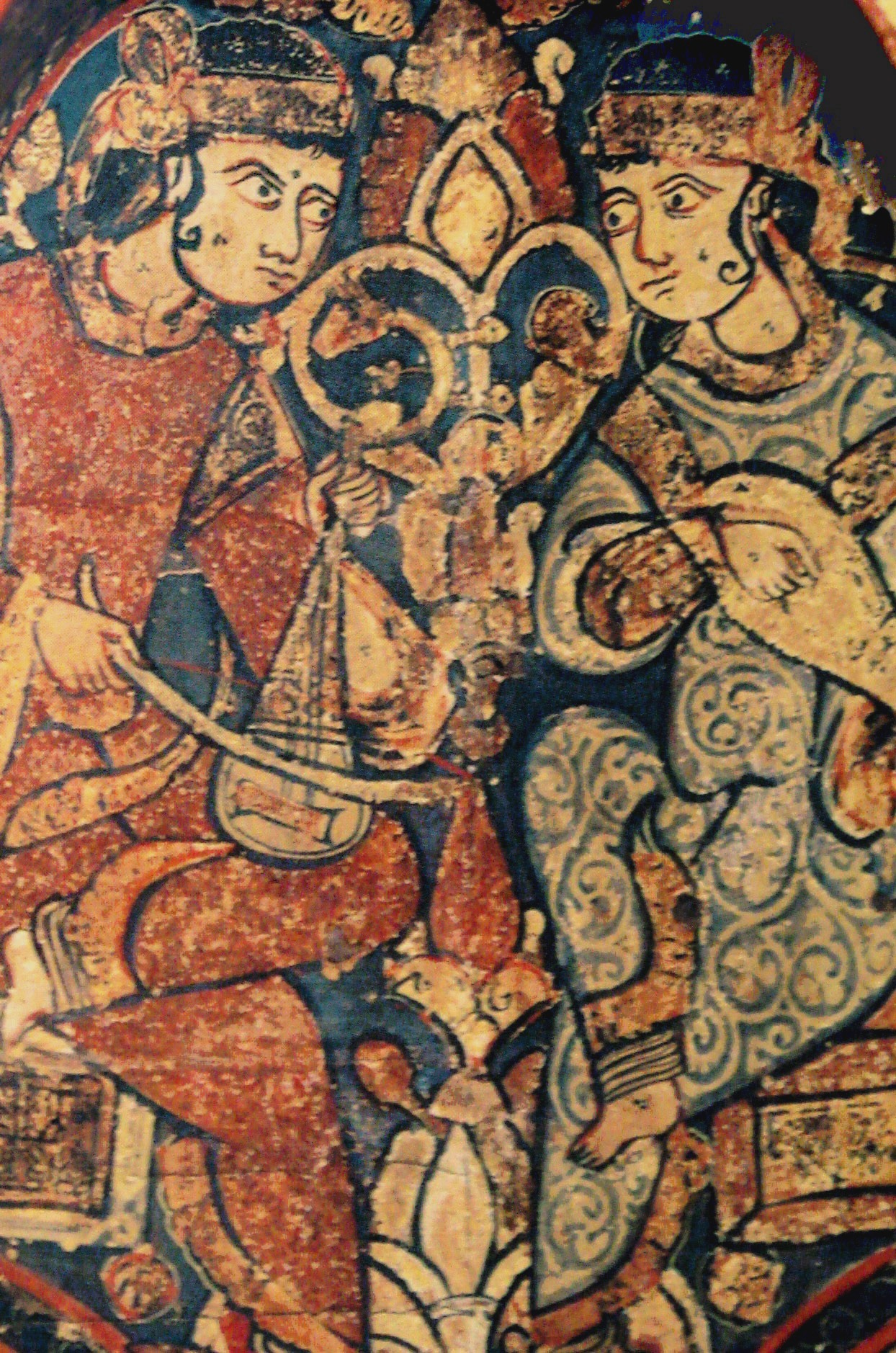
Arabische Musiker in Sizilien

Die neuen arabischen Herrscher leiteten Landreformen ein, die wiederum die Produktivität erhöhten und das Wachstum von Kleinbetrieben förderten, ein Dämpfer für die Dominanz der Landgüter. Die Araber verbesserten die Bewässerungssysteme mithilfe des Qanat weiter. Sie brachten Orangen, Zitronen, Pistazien und Zuckerrohr nach Sizilien. Eine Beschreibung Palermos lieferte Ibn Hauqal, ein Kaufmann aus Bagdad, der Sizilien im Jahr 950 besuchte. Er beschrieb einen ummauerten Vorort namens Kasr (der Palast) mit der großen Freitagsmoschee an der Stelle der späteren römischen Kathedrale. Der Vorort Al-Khalisa (Kalsa) enthielt den Sultanspalast, Bäder, eine Moschee, Regierungsbüros und ein Privatgefängnis. Ibn Hawqual rechnete mit 7000 einzelnen Metzgern, die in 150 Geschäften tätig waren. Im Jahr 1050 zählte Palermo 350.000 Einwohner und war damit eine der größten Städte Europas, allerdings hinter der Hauptstadt des islamischen Spaniens Córdoba und der byzantinischen Hauptstadt Konstantinopel, die über 450.000 bis 500.000 Einwohner zählte. Unter der normannischen Herrschaft sank die Einwohnerzahl Palermos auf 150.000. Bis 1330 war die Einwohnerzahl Palermos auf 51.000 gesunken.
Die lokale Bevölkerung, die von den Muslimen beherrscht wurde, waren romanisierte katholische Sizilianer in Westsizilien und Griechisch sprechende byzantinische Katholiken (später Orthodoxe) vor allem in der östlichen Hälfte der Insel, aber es gab auch eine beträchtliche Anzahl von Juden. Christen und Juden wurden unter muslimischer Herrschaft als Dhimmi toleriert, unterlagen aber einigen Einschränkungen. Die Nichtmuslime mussten die Dschizya (Kopfsteuer) und die Kharāj (Grundsteuer) zahlen, waren aber von der Steuer befreit, die die Muslime zu entrichten hatten (Zakāt). Unter der arabischen Herrschaft gab es verschiedene Kategorien von Dschizya-Zahlern, aber ihr gemeinsamer Nenner war die Zahlung der Dschizya als Zeichen der Unterwerfung unter die muslimische Herrschaft im Austausch gegen den Schutz vor ausländischen und internen Angriffen. Die beherrschte Bevölkerung konnte diesen unterwürfigen Status vermeiden, indem sie zum Islam konvertierte. Ob aus ehrlicher religiöser Überzeugung oder durch Zwang – eine große Zahl einheimischer Sizilianer konvertierte zum Islam. Etwa die Hälfte der Bevölkerung war zur Zeit der normannischen Eroberung muslimisch. Die Fatimiden in der Mitte des 10. Jahrhunderts verfolgten eine Politik der aktiven Bekehrung und verstärkten die Unterdrückung der Christen. Doch selbst nach 100 Jahren islamischer Herrschaft florierten zahlreiche griechischsprachige christliche Gemeinschaften, insbesondere im Nordosten Siziliens. Dies war weitgehend ein Ergebnis des Dschizya-Systems, das die Koexistenz ermöglichte. Die Koexistenz mit der eroberten Bevölkerung zerfiel nach der Rückeroberung Siziliens ab den 1160er Jahren und insbesondere nach dem Tod König Wilhelms II. von Sizilien im Jahr 1189. Die Politik der Unterdrückung wandte sich nun gegen die Muslime.

## Ende der muslimischen Herrschaft

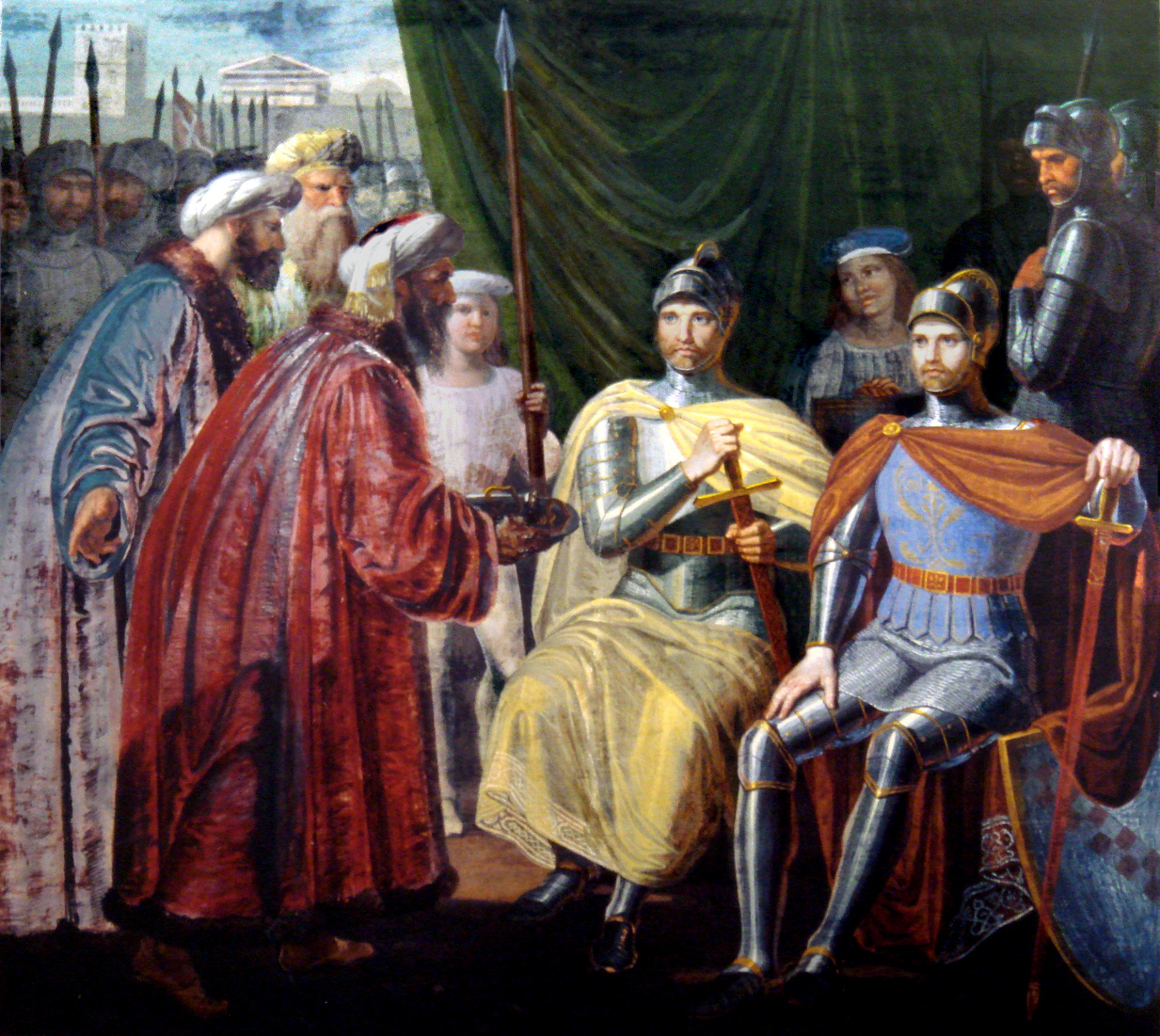
Roger I. nimmt die Schlüssel der Stadttore von Palermo entgegen

Infolge innerdynastischer Auseinandersetzungen zersplitterte das Emirat von Sizilien. Im Jahr 1044 zerfiel die Insel unter Emir Hasan al-Samsam, der daraufhin ein eigenes Emirat gründete, in vier Qadits sowie kleinere Lehen. In den folgenden Jahren (bis 1065) wurden diese von Ayyub Ibn Tamim, dem Sohn des Ziriden-Emirs von Ifriqiyya, wieder vereinigt, doch verließ Ibn Tamim bereits 1068 die Insel, und die Gebiete, die unter muslimischer Kontrolle blieben, fielen an zwei Qadits: einen in Syrakus, der von Ibn Abbad geführt wurde (dieser ist aus westlichen Chroniken als Benavert bekannt), und einen von Hammud geführten in Qasr Ianni, dem heutigen Enna.
Im 11. Jahrhundert rekrutierten die christlichen Mächte des süditalienischen Festlands Söldner, die Nachkommen der Wikinger waren (Normannen). Geführt wurden diese von Roger de Hauteville, dem späteren Roger I. von Sizilien. 1038 überquerte ein byzantinisches Heer unter dem Befehl von Georgios Maniakes die Straße von Messina und schloss ein normannisches Korps ein. Nach einem weiteren entscheidenden Sieg im Sommer 1040 stoppte Maniakes seinen Vormarsch und belagerte Syrakus. Trotz der erfolgreichen Eroberung der Stadt wurde er von seinem Posten entfernt, und die Muslime setzten zur Gegenoffensive an und eroberten alle von den Byzantinern eingenommenen Städte zurück. Erst dem Normannen Robert Guiskard gelang es, 1060 auf der Insel Fuß zu fassen, nachdem er zuvor Apulien und Kalabrien erobert hatte, während sein Bruder, Roger de Hauteville, Messina mit einem Heer von 700 Rittern besetzte. Die Ziriden Nordafrikas entsandten Truppen zur Unterstützung der sizilianischen Muslime, doch wurden sie im Jahr 1063 in der Schlacht von Cerami besiegt. Nun erhob sich die beträchtliche christliche Bevölkerung gegen die herrschenden Muslime, und 1068 besiegten Roger und seine Männer die von Ayub Ibn Tamim befehligten muslimischen Streitkräfte bei Misilmeri. Die Ziriden verließen Sizilien und kehrten nach Nordafrika zurück. 1071 fiel Catania an die Normannen und am 10. Januar 1072 nach fünfmonatiger Belagerung Palermo; Trapani kapitulierte im selben Jahr.
Der Verlust der wichtigsten Hafenstädte versetzte den Muslimen auf der Insel einen schweren Schlag. Das letzte Gebiet aktiven muslimischen Widerstands war das von Ibn Abbad (Benavert) regierte Syrakus. Dieser besetzte 1081 erneut Catania und überfiel kurz darauf Kalabrien. Daraufhin belagerte Roger 1086 die Stadt Syrakus; Ibn Abbad versuchte, die Belagerung mit einer Seeschlacht zu durchbrechen, doch kam er dabei ums Leben. Nach dieser Niederlage kapitulierte Syrakus. Ibn Abbads Frau und Sohn flohen nach Noto und Butera. Unterdessen herrschte in Qasr Ianni (Enna) noch Emir Ibn Al-Hawas, erst sein Nachfolger, Ibn Hamud, kapitulierte und konvertierte 1087 zum Christentum. Nach seiner Bekehrung wurde Ibn Hamud Teil des christlichen Adels und zog sich mit seiner Familie in ein von Roger I. zur Verfügung gestelltes Anwesen in Kalabrien zurück. 1091 fielen außer den letzten muslimischen Stützpunkten im nahen Malta auch Butera und Noto an der Südspitze Siziliens. Danach setzten die Normannen den örtlichen Emir, Yusuf Ibn Abdallah, ab, ohne jedoch die arabischen Bräuche zu unterdrücken.

## Nach dem Emirat

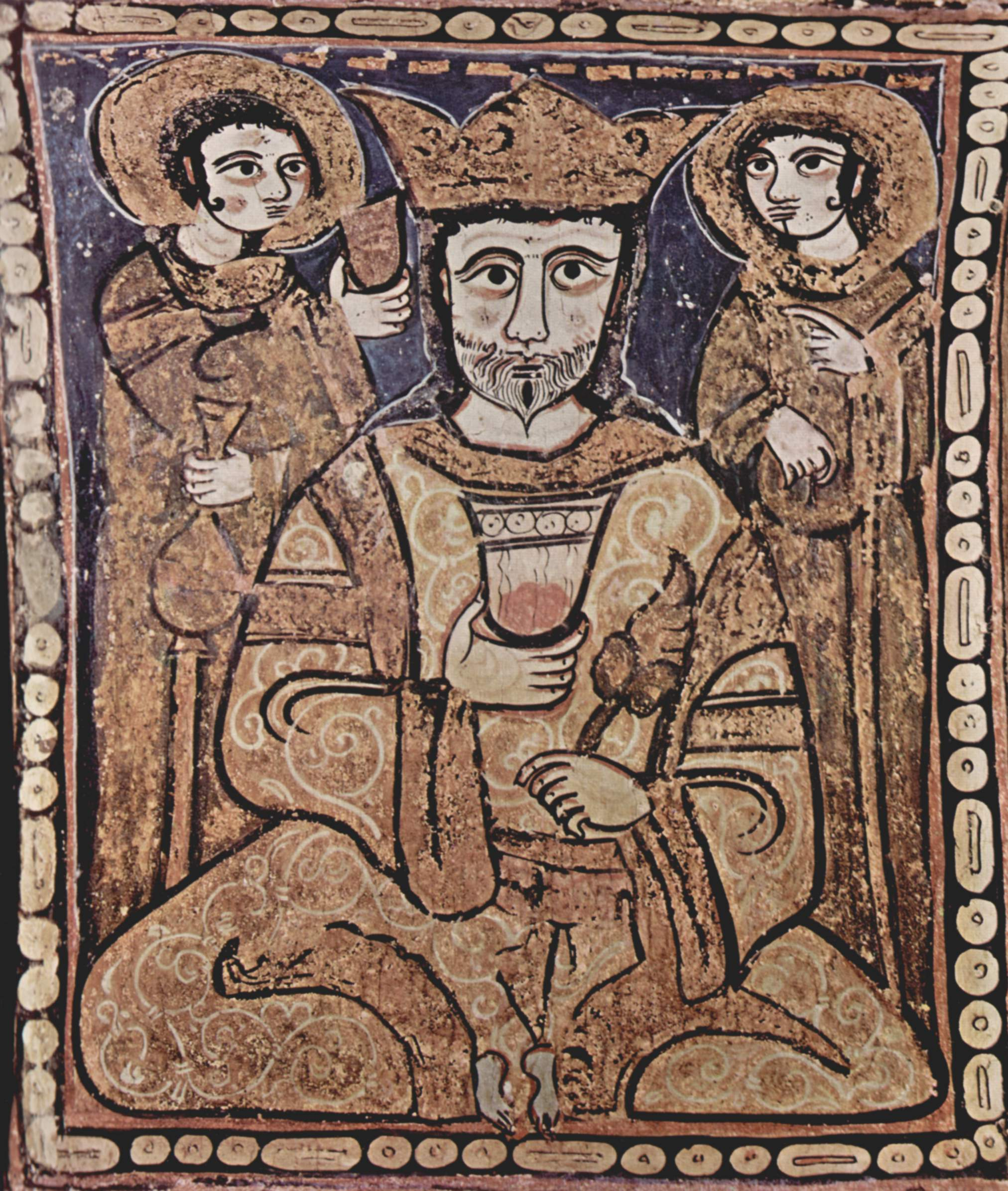
Abbildung von Roger II. aus dem 12. Jahrhundert

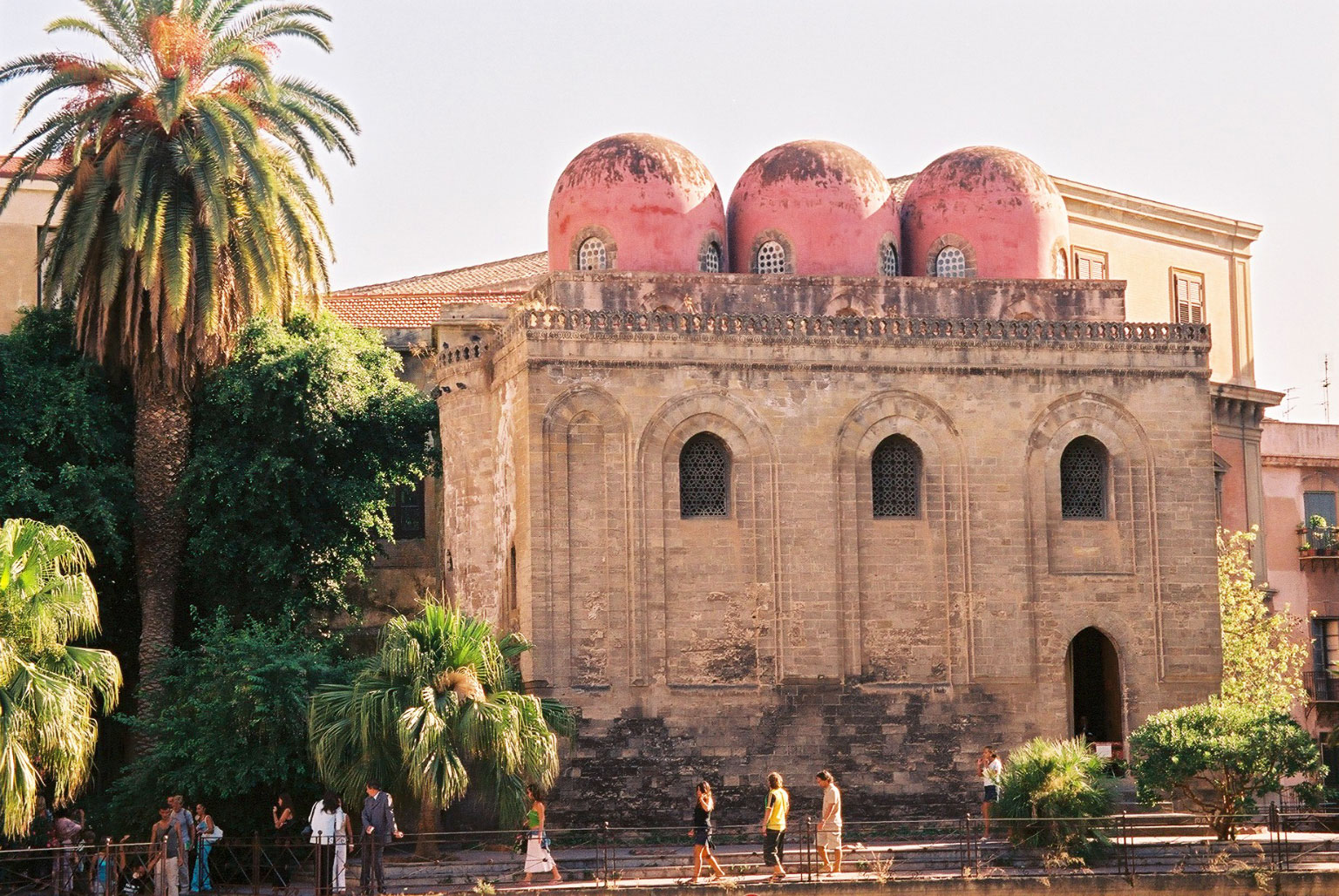
San Cataldo, Palermo, normannischer Kirchbau mit arabischen Stilelementen

Das normannische Königreich Sizilien unter Roger II. wurde zuerst als multiethnisch und religiös tolerant charakterisiert. Normannen, Juden, muslimische Araber, byzantinische Griechen, Langobarden und einheimische Sizilianer lebten in relativer Harmonie. Arabisch blieb mindestens ein Jahrhundert lang nach der normannischen Herrschaft eine Regierungs- und Verwaltungssprache, und Spuren sind in der Sprache Siziliens und noch stärker in der Sprache Maltas zu finden. Die Muslime behielten auch ihre Vorherrschaft in Industrie, Handel und Produktion, gleichzeitig waren muslimische Handwerker und Expertenwissen in Regierung und Verwaltung sehr gefragt.
Die Muslime der Insel sahen sich jedoch vor die Wahl gestellt, freiwillig auszuwandern oder sich der christlichen Herrschaft zu unterwerfen. Viele Muslime entschieden sich dafür, die Insel zu verlassen, sofern sie die Mittel dazu hatten. Die Umwandlung Siziliens in eine christliche Insel wurde dadurch beschleunigt. Viele Muslime konvertierten allmählich zum Christentum, während die Normannen den orthodoxen Klerus durch lateinische Kleriker ersetzten. Trotz der Anwesenheit einer arabischsprachigen christlichen Bevölkerung zogen griechische Kirchenmänner muslimische Bauern an, um die Taufe zu empfangen und sogar griechische christliche Namen anzunehmen; in mehreren Fällen hatten christliche Leibeigene mit griechischen Namen, die in den Registern von Monreale verzeichnet waren, lebende muslimische Eltern. Die normannischen Herrscher verfolgten eine Politik der stetigen Latinisierung, indem sie Tausende von italienischen Siedlern aus dem Nordwesten und Süden Italiens und einige weitere aus Südostfrankreich heranzogen. Bis heute gibt es in Zentralsizilien Gemeinschaften, die den gallo-italienischen Dialekt sprechen. Einige Muslime entschieden sich dafür, eine Bekehrung vorzutäuschen, aber ein solches Mittel konnte nur individuellen Schutz bieten und keine Gemeinschaft aufrechterhalten.
Pogrome gegen Muslime begannen in den 1160er Jahren. Muslimische und christliche Gemeinschaften in Sizilien wurden zunehmend geographisch getrennt. Die muslimischen Gemeinschaften der Insel waren hauptsächlich jenseits einer Binnengrenze isoliert, die die Süd- und Westhälfte der Insel von der christlichen Nord- und Osthälfte trennte. Die sizilianischen Muslime, eine Untertanenbevölkerung, waren von der Gnade ihrer christlichen Herren und letztlich vom königlichen Schutz abhängig. Nach dem Tod König Wilhelm II. im Jahre 1189 wurde der königliche Schutz aufgehoben und die Tür für weitreichende Angriffe gegen die Muslime der Insel geöffnet. Dies zerstörte jegliche Hoffnung auf ein Zusammenleben, so ungleich die jeweiligen Bevölkerungen auch gewesen sein mögen. Der Tod Heinrichs VI. und seiner Frau, Konstanze von Sizilien, ein Jahr später stürzte Sizilien in politische Wirren. Mit dem Verlust des königlichen Schutzes und mit Friedrich II. als neuem römisch-deutschen Kaiser, der noch ein Kleinkind in päpstlicher Obhut war, wurde Sizilien zu einem Schlachtfeld für rivalisierende deutsch-römische und päpstliche Truppen. Die muslimischen Rebellen der Insel stellten sich auf die Seite deutscher Kriegsherren wie Markward von Anweiler. Als Reaktion darauf erklärte Papst Innozenz III. einen Kreuzzug gegen Markward und behauptete, er habe ein unheiliges Bündnis mit den Sarazenen von Sizilien geschlossen. Dennoch versuchte derselbe Papst 1206, die muslimischen Führer davon zu überzeugen, loyal zu bleiben. Zu diesem Zeitpunkt war die muslimische Rebellion in vollem Gange. Sie hatte die Kontrolle über Entella, Platani, Celso, Calatrasi, Corleone, Guastanella und Cinisi erlangt. Der muslimische Aufstand erstreckte sich über einen ganzen Abschnitt Westsiziliens. Die Rebellen wurden von Muhammad Ibn Abbād angeführt. Dieser nannte sich "Prinz der Gläubigen", prägte eigene Münzen und versuchte, Unterstützung aus anderen Teilen der muslimischen Welt zu finden.
Doch Friedrich II., der inzwischen kein Kind mehr war, reagierte mit einer Reihe von Feldzügen gegen die muslimischen Rebellen 1221. Die staufischen Truppen durchbrachen die Verteidigung von Jato, Entella und den anderen muslimischen Hochburgen. 1223 begannen Friedrich II. und seine christlichen Anhänger die ersten Deportationen von Muslimen nach Lucera in Apulien. Ein Jahr später wurden Expeditionen gegen Malta und Djerba geschickt, um sie der königlichen Kontrolle zu unterwerfen und die muslimische Bevölkerung daran zu hindern, den Rebellen zu helfen. Sarazenische Bogenschützen waren ein üblicher Bestandteil der "christlichen" Armeen dieser Zeit.
Die Staufer und ihre Nachfolger, das kapetingische Haus Anjou und die Krone von Aragonien, latinisierten Sizilien im Laufe von zwei Jahrhunderten, und dieser gesellschaftliche und kulturelle Wandel legte auch den Grundstein für die Einführung des lateinischen Katholizismus (im Gegensatz zur byzantinischen Orthodoxie). Der Prozess der Latinisierung wurde von der römischen Kirche und durch deren Liturgie gefördert. Die Vernichtung des Islam in Sizilien war am Ende der 1240er Jahre abgeschlossen. Zur Zeit der Sizilianischen Vesper 1282 gab es in Sizilien keine Muslime mehr, und die Gesellschaft war vollständig latinisiert.